# Berserk!
Berserk! is een film uit 1967 onder regie van Jim O'Connolly.

## Verhaal
Monica Rivers is de eigenaresse van het niet goed lopende The Great Rivers Circus. Tijdens een tour in Engeland wordt de koorddanser dood aangetroffen. Niet veel later arriveert Frank Hawkins, een man die op zoek is naar een baan als koorddanser. Terwijl hij aangenomen is, bevindt zich in het circus ook detective Brooks, die de zaak wil oplossen. Al snel wordt duidelijk dat de val van de koorddanser geen ongeluk was, maar dat hij in feite vermoord is.
De moord doet wonderen voor het circus, aangezien er nu een groot publiek wordt getrokken die hoopt nog een moord te zien tijdens een stunt. Zakenvrouw Monica bespreekt met haar manager en liefje Dorando wat er gedaan moet worden met de publiciteit. Hij wil het circus verlaten wanneer Monica ook een romantische connectie krijgt met Frank.
Niet veel later wordt ook Dorando dood aangetroffen met een metalen pin door zijn hoofd. Ondanks de moorden op haar vrienden is Monica blij met haar stijgende populariteit en piekert er niet over het circus te sluiten, waardoor ze al snel uitgroeit tot een hoofdverdachte. Om de zaken nog ingewikkelder te maken, wordt Monica's dochter Angela Rivers verwijderd van het vrouwencollege vanwege slecht gedrag. Ze wordt hierna een onderdeel van het messenwerpshow.
Frank, die inmiddels een affaire heeft met Monica, heeft iets naars in zijn verleden meegemaakt wat hij niet bekend wil maken en besluit haar te chanteren voor een hoger salaris. Ze maakt van hem haar zakenpartner, maar vertrouwt hem niet. Ook Frank is nu een hoofdverdachte, aangezien hij veel profijt maakt uit de moorden.
Ondertussen wordt Matilda, die de aantrekkelijke vrouw is die in tweeën wordt gezaagd, verliefd op Frank. Omdat hij een affaire heeft met Monica, wijst hij haar af.
Alle circusleden vrezen voor hun leven en besluiten met zijn allen samen te komen om met uitwisseling van theorieën er achter te komen wie de moordenaar zou kunnen zijn. Matilda beweert dat Monica de moordenaar is. Niet veel later belandt ze in en gevecht met een andere circusartiest, die wordt gestopt door een furieuze Monica.
Al snel wordt duidelijk dat niemand veilig is en iedereen die er werkt verdacht is. Frank krijgt een mes naar zijn rug gegooid tijdens een stunt. Niet veel later wordt ook Matilda letterlijk in tweeën gezaagd. Opnieuw is Monica de hoofdverdachte, maar de kijker wordt verward wanneer Monica in een scène gestalkt wordt.
Aan het einde van de film wordt duidelijk dat Angela Rivers de moordenaar is. Ze vertelt dat haar motief voor de moorden is dat ze haar moeder haat omdat ze het circus altijd al belangrijker heeft gevonden dan haar eigen dochter. Ze draait door en probeert haar moeder te vermoorden. Dit lukt echter niet, waarna ze wegrent en in de regen wordt getroffen door bliksem. Dit overleeft ze niet.

## Rolverdeling
| Acteur        | Personage        |
| ------------- | ---------------- |
| Joan Crawford | Monica Rivers    |
| Ty Hardin     | Frank Hawkins    |
| Diana Dors    | Matilda          |
| Michael Gough | Dorando          |
| Judy Geeson   | Angela Rivers    |
| Robert Hardy  | Detective Brooks |